# Kelenvölgy
Kelenvölgy ([ˈkɛlɛnvølɟ]) est un quartier de Budapest, situé dans le 11e arrondissement.